# Politikerförakt
Politikerförakt innebär misstro mot och förakt för politiker och deras avsikter eller resultat. Begreppet populariserades av den svenske riksdagsmannen professor Gunnar Biörck i samband med en kulturell diskussion som han initierade den 23 augusti 1981 på Brännpunkt i Svenska Dagbladet. Därefter har ordet levt vidare i Sverige.
Ordet används dock redan av Tage Danielsson i kupletten "En glad amatör" från 1979, vilket är ett indicium på att Biörck inte myntade ordet, utan snarare plockade upp det ur en debatt som redan fördes.

## Debatten om politikerföraktet
1980 hade Jan Myrdal och Sven Fagerberg diskuterat i samma tidning, om politikernas svikna ansvar. I artiklar som "Du gamla, fria vänsterfascism" och "Det intellektuella ansvaret" framhärdade de att det var kulturella personer som värnade mångfald, demokrati och kunskap, där politikerna lyste med sin frånvaro. 
Därefter gjordes undersökningar om svenskarnas inställning till sina politiska representanter. Det visade sig att folket "ogillade, misstrodde eller föraktade" sina politiker. Detta förhållande bemötte Biörck i sin artikel på Brännpunkt med frågan "Är riksdagsmän föraktliga?". Biörck försvarade sina riksdagskollegor i artikeln, men menade att massmedierna i så fall var den instans som genererade detta förakt, i den mån det fanns. Andra hävdade att "politiken måste skötas av folket och för folket och inte av en yrkeskår avskild från folket. Det är från denna ständigt växande kår som hotet mot demokratin kommer och inte från folket som på goda grunder föraktar sådana politiker."
Även andra snappade upp möjligheten att framföra kritik. Den socialdemokratiske före detta chefredaktören Gösta Söderlund – som senare blev liberal – genmälde att politikerna var samtidens frälse, och frågade retoriskt om politikerna var statsanställda. Sven Delblanc spann vidare på politikerrollen och hävdade att det vuxit fram en ny sorts politiker som faktiskt inte var värd något annat än förakt. Som exempel tog han politiker som ogillades av folket eller gjort skandal, vilka i stället för att avsättas blev omplacerade som ambassadörer eller landshövdingar, och inte behövde gå tillbaka till de yrken de hade före politiken (vid svarven eller skrivbordet). Politikerna hade blivit alltför fokuserade på media och glömt sina väljare, menade Delblanc, och låtit alla lagar bli politiska instrument.
Stig Strömholm ansåg att det var viktigt att uppställa en distinktion mellan politikerförakt och politikerleda. Politikerförakt, som Strömholm menade var ovanligt, berodde huvudsakligen på att politiker inte var ute efter att tjäna det allmänna eller drevs av övertygelse, utan efter att roffa åt sig bortom konkurrensen som fanns i vanliga människors liv.

## Senare tid
Statsvetaren Tommy Möller har gjort en omfattande utredning om politikerföraktet bland medborgare i Sverige och andra länder, i boken Politikerförakt eller mogen misstro? (1998). Han kommer till slutsatsen att politikerförakt inte är relaterat till samhällsklass, men också att det inte handlar om en allvarlig förtroendekris. Som tecken på politikerförakt tar Möller ett redan lågt eller ett sjunkande valdeltagande. Han skiljer dock mellan politikerförakt och vad han menar vara en sund misstro mot politiker. Det senare hör samman med att tilltron till auktoriteter minskar, och är enligt Möller en sund utveckling som främjar demokratins institutioner.